# Église arménienne Sainte-Catherine
Pour les articles homonymes, voir Église Sainte-Catherine.
L'église Sainte-Catherine est une église appartenant à l'Église apostolique arménienne donnant sur la perspective Nevski à Saint-Pétersbourg.

## Histoire
Les premiers Arméniens arrivèrent dès la fondation de la ville en 1703. Leur paroisse est fondée en 1710. Ils se réunissent alors dans des maisons privées. Les autorités leur refusent la construction de leur église en 1714. Ce n'est que le 25 septembre 1725 qu'ils reçoivent la permission du Synode, car la demande est présentée par une trentaine de foyers. Ils construisent une petite chapelle sur l'île Vassilievski.
La Grande Catherine donne finalement en 1770 la « permission aux marchands et aux soldats arméniens de construire une église en pierre à Saint-Pétersbourg et une autre à Moscou. » Elle fait don d'une parcelle de terrain, en face du Gostiny Dvor, à l'emplacement d'anciennes petites écuries impériales donnant sur la perspective Nevski.

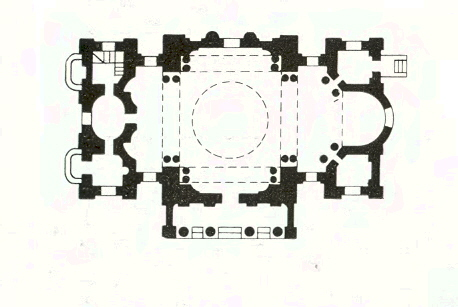
Plan de l'église, avec entrée sur le côté

Les travaux se déroulent de 1771 à 1776 selon les plans de Georg Friedrich Veldten et coûtent 33 000 roubles, somme fort importante à l'époque. Le riche Ivan Lazarev, à la tête de la communauté, en est le principal donateur. L'église de style néoclassique est consacrée le 18 février 1780, en présence du prince Grigori Potemkine.
L'église est fermée par les autorités soviétiques en mai 1930 et divers ateliers sont installés, dont un atelier de décors du théâtre de comédies musicales. L'église retourne au culte le 14 mars 1993 et commence à être restaurée. Elle est solennellement consacrée le 12 juillet 2000 par le catholicos Garéguine II, en présence du patriarche Alexis II venu pour honorer les Arméniens.